# Isak Hansen-Aarøen
Isak Hansen-Aarøen (* 22. August 2004 in Tromsø) ist ein norwegischer Fußballspieler, der vorwiegend als offensiver Mittelfeldspieler eingesetzt wird. Er steht seit 2024 bei Werder Bremen unter Vertrag.

## Karriere

### Verein
Isak Hansen-Aarøen begann das Fußballspielen in Norwegen. Von 2019 bis 2020 spielte er in der Jugend von Tromsø IL. 2020 machte er 7 Spiele in der norwegischen zweitklassigen 1. Division . Von 2020 bis 2023 war er dann in der Jugend von Manchester United aktiv. Dort bestritt er 43 Spiele für die U 21 von Manchester United in der Premier League 2 und erzielte dabei 5 Tore. Anfang Februar 2024 wechselt er zum SV Werder Bremen in die Fußball-Bundesliga. Beim Bundesligaspiel gegen den VfL Wolfsburg am 30. März 2024 stand er unter Ole Werner zum fünften Mal im Spieltagskader und hatte seine Profidebüt durch eine Einwechslung in der 79. Minute.
Im Januar 2025 wurde er für die Rückrunde nach Dänemark an den Aalborg BK verliehen.

### Nationalmannschaft
Hansen-Aarøen ist Jugendnationalspieler von Norwegen. Er debütierte 2019 in der U-15 und spielte danach in der U-16, U-18, U-19 und U-21.